# ExA-Arcadia
exA-Arcadia（エクサ・アルカディア）は、2019年に日本を含む世界市場向けに発売されたアーケードゲーム基板。WindowsPCベースの汎用システム基板で、4本のゲームROMスロットを備える。開発元はexA-Arcadiaで国内販売代行が株式会社Show Me Holdingsである。

## 概要
アーケードビデオゲームの再興（“video games back to the arcade”）を果たすべく、ネットワーク接続を必須とせずプレイ毎の課金が不要、画面出力を16:9液晶と4:3ブラウン管に両対応させるなど、世界各国の中小ゲームセンター事情に配慮して仕様策定されている。
開発を率いるのはビデオゲーム収集家・EVOのバーチャファイター４エボリューション入賞ゲーマーとしても知られる実業家エリック・“ShouTime”・チャング。2017年秋から開発を始めて徐々に情報を公開し、2018年のJAEPOにて公式に発表した。なお、名称の「エクサ」は百京倍を表す接頭辞に由来し、無限の可能性の意が込められている。2019年のJAEPOにおいて、日本国内における発売時期が2019年夏予定と発表された他、国内販売はサファリゲームスと共和コーポレーションが担当する予定であったが、11月末まで発売が延期となった。2020年8月から国内法人販売は株式会社エイコーと株式会社アクエスが担当する。国内個人販売はBEEP、KVCLAB、WGCが担当する。2019年11月27日、ロンチソフトのアカとブルータイプレボリューションが日本国内で稼働を開始した。
2021年春から米国で55インチ4Kモニター搭載exA-Arcadia専用筐体(1P、2P、4Pモデル）の販売が開始されている。
2022年のシュー大祭によって現行コンソールや他社基板より操作パフォーマンスが更に改善されて、最小入力遅延1フレームを実現できている。
2023年のJAEPOにてexA-Arcadiaが開発したJVS'（ダッシュ）規格によって操作パフォーマンスが更に改善されて、最小入力遅延0.3フレームを実現できている。2023年6月現在まで全世界に1000台以上稼働中となっている。
2024年のEVO JAPANにてexA-Arcadia製ARC-32汎用筐体の初公開されている。2024年4月現在まで全世界に2000台以上稼働中となっている。
2025年8月現在までの稼働中タイトル数は48本となっている。
また、アダルトゲームを対象とした互換基板『Hawt Pink Club』も存在する(後述)。

## 開発部
| 開発部名     | 通称         | 代表作 | 備考           |
| ------------ | ------------ | --- | -------------- |
| 第一AM開発部 | TEAM EXA-AM1 | ギミック！EXACT☆MIX、コットンロックンロール、サムライスピリッツ零SPECIAL完全版、BATSUGUN EXA LABEL、ブレイカーズリベンジ死嘩護、アクウギャレット EXA LABEL | シリコンバレー |
| 第二AM開発部 | TEAM EXA-AM2 | 怒首領蜂最大往生 EXA LABEL、赤い刀 EXA LABEL、P-47 ACES改 EXA LABEL、フィグゼイト EXA LABEL                                                                | 日本国内       |
| 第三AM開発部 | TEAM EXA-AM3 | 不明 | 不明           |
| 第四AM開発部 | TEAM EXA-AM4 | ハード系 | 日本国内       |
| 第五AM開発部 | TEAM EXA-AM5 | 東方電幻景、東方スカーレットディアブロ、サイバーブロッカーR                                                                                                | 日本国内       |
| 第六AM開発部 | TEAM EXA-AM6 | アルカナハート３LOVE MAX SIX STARS!!!!!! XTEND、ファントムブレイカー：オムニア、デモンブライド エクサゲイン、アーシオン EXA LABEL                          | 日本国内       |
| 第七AM開発部 | TEAM EXA-AM7 | あすか120%エクサレント | 日本国内       |
| 第八AM開発部 | TEAM EXA-AM8 | ジツ・スクワッド×キャッ党忍伝てやんでえ | 米国           |

## 参入企業
| 企業名                 | 国                   | 備考                                                               |
| ---------------------- | -------------------- | ------------------------------------------------------------------ |
| IGS                    | 中華民国の旗         | PGMシステム基板の開発元                                            |
| RS34                   | 日本の旗             | マイルストーンの版権元                                             |
| ANARCH ENTERTAINMENT   | アメリカ合衆国の旗   | 元『PUMP IT UP INFINITY』開発軍                                    |
| AONE GAMES             | チリの旗             |                                                                    |
| アイディアファクトリー | 日本の旗             |                                                                    |
| エインシャント         | 日本の旗             |                                                                    |
| SNK                    | 日本の旗             |                                                                    |
| FK DIGITAL             | 中華民国の旗         | 『カオスコード』シリーズの開発元                                   |
| VAGUES GAMES           | 日本の旗             |                                                                    |
| M2                     | 日本の旗             |                                                                    |
| onion soup interactive | イギリスの旗         |                                                                    |
| KADOKAWA               | 日本の旗             |                                                                    |
| KUMRO GAMES            | アメリカ合衆国の旗   |                                                                    |
| kt.SOFTWARE            | 日本の旗             |                                                                    |
| グレフ                 | 日本の旗             | 『ボーダーダウン』の開発元                                         |
| ケイブ                 | 日本の旗             | 『怒首領蜂』、『デススマイルズ』シリーズなどの開発元               |
| コスモマキアー         | 日本の旗             |                                                                    |
| 彩京                   | 日本の旗             | 『ガンバード』シリーズ、『ストライカーズ1945』シリーズなどの開発元 |
| サクセス               | 日本の旗             | 『コットン』シリーズの開発元                                       |
| サン電子               | 日本の旗             |                                                                    |
| 上海アリス幻樂団       | 日本の旗             | 『東方Project』シリーズの開発元                                    |
| シティコネクション     | 日本の旗             | ジャレコの版権元                                                   |
| JKM CORP               | イギリスの旗         |                                                                    |
| JAE LEE PRODUCTIONS    | アメリカ合衆国の旗   |                                                                    |
| JOYMASHER              | ブラジルの旗         |                                                                    |
| SPACEWAVE STUDIOS      | カナダの旗           |                                                                    |
| セイブ開発             | 日本の旗             | 元祖『雷電』シリーズの版権元                                       |
| タノシマス             | 日本の旗             | 元ケイブ社員は成立した開発軍                                       |
| TATSUJIN               | 日本の旗             | 東亜プランの版権元                                                 |
| TANUKI CREATIVE STUDIO | オランダの旗         |                                                                    |
| Team ARCANA            | 日本の旗             | 『アルカナハート』シリーズの開発元                                 |
| TIKIPOD                | イギリスの旗         |                                                                    |
| DEER FARM              | 大韓民国の旗         |                                                                    |
| ディンプス             | 日本の旗             |                                                                    |
| デジカ                 | 日本の旗             |                                                                    |
| DIGITAL CRAFTER        | 中華民国の旗         |                                                                    |
| DORAGON ENTERTAINMENT  | カナダの旗           | 『ダンマクアンリミテッド』シリーズの開発元                         |
| ナツメアタリ           | 日本の旗             | SFC用『奇々怪々』『ワイルドガンズ』シリーズなどの開発元            |
| 南東ライトグリーン8    | 日本の旗             |                                                                    |
| ネオトロ               | 日本の旗             | 『ヴリトラ・ヘキサ』の開発元                                       |
| hiulit                 | スペインの旗         |                                                                    |
| pixel games            | ルクセンブルクの旗   |                                                                    |
| ビスコ                 | 日本の旗             | 『ブレイカーズ』シリーズなどの開発元                               |
| ピコリンネソフト       | 日本の旗             |                                                                    |
| PROJECT ATSUKI         | 日本の旗             |                                                                    |
| ファミリーソフト       | 日本の旗             | 『あすか120%』シリーズなどの版権元                                 |
| ヘクサドライブ         | 日本の旗             |                                                                    |
| マインドウェア         | 日本の旗             | 元MNMソフトウェア                                                  |
| MAGES                  | 日本の旗             |                                                                    |
| Mental Drink           | ニュージーランドの旗 |                                                                    |
| MONSTER BATH GAMES     | カナダの旗           |                                                                    |
| LAST BOSS 88           | フランスの旗         |                                                                    |
| RANIDA GAMES           | フィリピンの旗       |                                                                    |
| RIKI                   | 日本の旗             |                                                                    |
| LEFT OVER              | 日本の旗             |                                                                    |
| Retroware              | アメリカ合衆国の旗   |                                                                    |

## システム基板の仕様
- OS：Microsoft Windows[7]カスタム仕様
- CPU：Intel[10]
- メモリ：8GB[10]
- グラフィック：NVIDIA GeForceシリーズ[10]
- 入出力：JVS|JVS'規格。I/O変換基板により旧JAMMA規格にも対応可能[7]
- ディスプレイ：4K・1080p・768p・720p・480p(4:3)。横画面・縦画面両対応[注 4]
- サイズ：A4[10]
- 対応メディア：ROMカートリッジ（4スロット）1TBまで
- 対応開発ツール：Unity、Unreal Engine、Game Maker Studio 2、ClickTeam Fusion 2.5+、Corona/Solar2D、XNA、Construct 3、GoDot、STG Builder、OpenBOR、2D格闘ツクール2nd、アクションゲームツクールMV、HTML5
- 早速入力遅延：0.3フレーム
- 価格：オープン価格
- ネットワーク費用・従量課金・レベニューシェア：なし

## ARC-32汎用筐体の仕様
- ディスプレイ：32インチ 1080p 1ms　横画面・縦画面対応　※モニター回転可能
- コントロールパネル：1P、 2P ※交換可能
- 体重：100 kg
- 価格：オープン価格

## ARC-1専用筐体の仕様
- ディスプレイ：32インチ 1080p 1ms　横画面・縦画面対応　※モニター回転可能
- コントロールパネル：1P、 2P、 4P ※交換可能
- 体重：200 lbs
- 価格：オープン価格

## 他ハード一覧
- exA-Arcadia JVS VS LINK I/Oボード（バンダイナムコ製ノアール筐体仕様）対戦台用の通信基板
- exA-Arcadia JVS' I/Oボード（タイトー製VEWLIX筐体仕様）そのままビュウリックス筐体にて設置可能
- exA-Arcadia JVS' I/Oボード（ナムコ製ドラゴンボールゼンカイバトル筐体仕様）そのまま白ノアール筐体にて設置可能

## ゲーム一覧

### 稼働済
| ゲームタイトル                                 | 国                 | デベロッパー                        | ジャンル | 稼働日                                   | JVS'対応 | 備考 |
| ---------------------------------------------- | ------------------ | ----------------------------------- | -------- | ---------------------------------------- | -------- | --- |
| アーシオン EXA LABEL                           | 日本の旗           | exA-Arcadia                         | STG      | 2025年7月31日                            | 〇       | |
| 赤い刀 EXA LABEL                               | 日本の旗           | exA-Arcadia                         | STG      | 2022年2月17日                            | 〇       | 虫麻呂がキービジュアルを担当している |
| アカとブルータイプレボリューション             | 日本の旗           | タノシマス                          | STG      | 2019年11月27日                           | 〇       | |
| アキリアスEXA                                  | カナダの旗         | Doragon Entertainment               | STG      | 2020年2月12日、海外向けの先行稼動。      | 〇       | |
| アクウギャレット EXA LABEL                     | 日本の旗           | exA-Arcadia                         | STG      | 2025年4月15日                            | 〇       | |
| アクセルシティ2                                | 日本の旗           | PROJECT ATSUKI、exA-Arcadia         | FTG      | 2023年7月3日                             | 〇       | 1台のシステム基板と1本のゲームROMで対戦プレイが可能 |
| アストロ忍者マンEXA                            | 日本の旗           | exA-Arcadia                         | STG      | 2022年9月29日                            | 〇       | |
| アルカナハート３LOVE MAX SIX STARS!!!!!! XTEND | 日本の旗           | exA-Arcadia                         | FTG      | 2023年12月15日                           | 〇       | 1台のシステム基板と1本のゲームROMで対戦台が設置可能 |
| 稲歩町ダイナマイトボム！！                     | 日本の旗           | 南東ライトグリーン8、exA-Arcadia    | FTG      | 2023年7月3日                             | 〇       | 1台のシステム基板と1本のゲームROMで対戦プレイが可能 |
| インフィノスEXA                                | 日本の旗           | ピコリンネソフト、exA-Arcadia       | STG      | 2020年2月21日、海外向けの先行稼動。      | 〇       | 冬野灰馬がキービジュアルを担当している |
| ヴリトラ・ヘキサ                               | 日本の旗           | ネオトロ                            | STG      |                                          | 〇       | tatsuyaがキービジュアルを担当している |
| オーメン・オブ・ソロー 目覚めし混沌            | チリの旗           | AONE GAMES                          | FTG      |                                          | 〇       | シリーズの最新作 |
| カオスコード -EXACT XENO ATTACK-               | 中華民国の旗       | F K Digital、exA-Arcadia            | FTG      | 2020年4月17日、海外向けの先行稼動        | 〇       | 1台のシステム基板と1本のゲームROMで対戦プレイが可能 |
| 功夫VS空手道                                   | アメリカ合衆国の旗 | Jae-Lee Productions                 | FTG      | 2020年1月31日、海外向けの先行稼動。      | 〇       | 1台のシステム基板と1本のゲームROMで対戦プレイが可能 |
| カンブリア・ソードAC                           | 日本の旗           | VAGUES GAMES、exA-Arcadia           | STG      | 2024年12月31日、海外向けの先行稼動。     | 〇       | |
| ギミック！EXACT☆MIX                            | 日本の旗           | exA-Arcadia                         | ACT      | 2020年3月6日、海外向けの先行予約を開始。 | 〇       | 並木学がアレンジ楽曲を担当している。 |
| キラキラスターナイトexa                        | 日本の旗           | exA-Arcadia                         | ACT      | 2021年6月11日、海外向けの先行稼動        | 〇       | |
| コットンロックンロール                         | 日本の旗           | exA-Arcadia                         | STG      | 海外向け                                 | ✖        | exA-Arcadia版独自の2人プレイモード、独占アレンジモード、新規ステージ・キャラクターを搭載。                                                              |
| サイヴァリア デルタAC                          | 日本の旗           | シティコネクション                  | STG      |                                          | 〇       | WASi303が楽曲を担当している。 |
| サムライスピリッツ零SPECIAL完全版              | 日本の旗           | exA-Arcadia                         | FTG      | 2022年9月29日                            | 〇       | しろー大野がキービジュアルを担当している。家庭用版と違って残虐表現とゲーム調整がある。                                                                  |
| 食魂徒＜シクホンド＞赤煉獄                     | 大韓民国の旗       | Deer Farm、exA-Arcadia              | STG      |                                          | ✖        | WASi303がSEを担当している |
| シノルビー PINK LABEL                          | フランスの旗       | LAST BOSS 88                        | STG      |                                          | 〇       | 鉄拳のイラストレーターJunnyがキービジュアルを担当している。                                                                                             |
| ジツ・スクワッド×キャッ党忍伝てやんでえ        | オランダの旗       | TANUKI CREATIVE STUDIO、exA-Arcadia | ACT      | 2024年12月30日                           | 〇       | 1台のシステム基板と1本のゲームROMで最大4人同時プレイが可能                                                                                              |
| ジャムジャムジェリー エクサレンテ              | アメリカ合衆国の旗 | KUMRO GAMES、exA-Arcadia            | STG      | 2025年8月12日                            | 〇       | |
| 星霜鋼機ストラニアEX                           | 日本の旗           | グレフ、exA-Arcadia                 | STG      |                                          | 〇       | ヨナオケイシがアレンジ楽曲を担当している |
| Daemon Bride exAGAIN                           | 日本の旗           | exA-Arcadia                         | FTG      | 2025年6月28日                            | 〇       | |
| 東方電幻景                                     | 日本の旗           | exA-Arcadia                         | STG      | 2022年7月28日                            | 〇       | 初の縦画面の東方シューティング |
| 東方スカーレットディアブロ                     | 日本の旗           | exA-Arcadia                         | STG      | 2024年3月21日                            | 〇       | |
| ドーナツドードードゥ!                          | ルクセンブルクの旗 | pixel games                         | ACT      | 2023年5月31日                            | 〇       | |
| 怒首領蜂最大往生 EXA LABEL                     | 日本の旗           | exA-Arcadia                         | STG      | 2020年11月30日                           | 〇       | 凪良がキービジュアルを担当している |
| BATSUGUN EXA LABEL 1.5                         | 日本の旗           | exA-Arcadia                         | STG      | 2023年6月16日                            | 〇       | 井上淳也がキービジュアルを担当している |
| バニーボンバーブラスト！                       | スペインの旗       | hiulit                              | ACT      | 2025年6月14日                            | 〇       | |
| P-47 ACES改 EXA LABEL                          | 日本の旗           | exA-Arcadia                         | STG      | 2022年9月29日                            | 〇       | 天神英貴がキービジュアルを担当している。元NMKの並木学と岡村静良がアレンジ楽曲を担当している。1台のシステム基板と1本のゲームROMで最大4人同時プレイが可能 |
| ファイト・オブ・ゴッズ 神々の戦い              | 中華民国の旗       | Digital Crafter                     | FTG      |                                          | 〇       | 1台のシステム基板と1本のゲームROMで対戦プレイが可能。鉄拳のイラストレーターJunnyがキービジュアルを担当している。佐藤豪がゲスト楽曲を担当している。      |
| ファントムブレイカー：オムニア                 | 日本の旗           | exA-Arcadia                         | FTG      | 2024年7月16日                            | 〇       | 鈴平ひろがキービジュアルを担当している |
| フィグゼイト -地獄の英雄伝説- EXA LABEL        | 日本の旗           | exA-Arcadia                         | STG      | 2024年10月31日                           | 〇       | 金子ナンペイがキービジュアルを担当している |
| 風雷の騎士団                                   | イギリスの旗       | Tikipod Ltd.、exA-Arcadia           | ACT      |                                          | 〇       | 1台のシステム基板と1本のゲームROMで最大4人同時プレイが可能。鉄拳のイラストレーターJunnyがキービジュアルを担当している。                                 |
| ブレイカーズリベンジ死嘩護                     | 日本の旗           | exA-Arcadia                         | FTG      | 2024年8月22日                            | 〇       | 吉原基貴がキービジュアルを担当している。 |
| ブレイジング孔炉武AC                           | ブラジルの旗       | Joymasher                           | ACT      |                                          | ✖        | 古川もとあきが楽曲を担当している |
| 平安京エイリアン3671                           | 日本の旗           | マインドウェア、exA-Arcadia         | ACT      |                                          | ✖        | 岡野聡がキービジュアルを担当している |
| ニッポンマラソン ターボ                        | イギリスの旗       | Onion Soup Interactive、exA-Arcadia | ACT      |                                          | 〇       | tatsuyaがキービジュアルを担当している |
| 忍者戦記シャドーギャングX                      | イギリスの旗       | JKM CORP                            | ACT      | 2022年5月19日                            | 〇       | 鉄拳のイラストレーターjbstyle.がキービジュアルを担当している。ヨナオケイシがアレンジ楽曲を担当している。                                                |
| NOISZ ARC⌖CODA                                 | アメリカ合衆国の旗 | Anarch Entertainment                | MUS      | 2022年6月16日                            | 〇       | M-Project、HyuN、森永真由美の曲収録 |
| 魔界と闘姫マデリン                             | カナダの旗         | Monster Bath Games                  | ACT      |                                          | ✖        | Gryzor87が楽曲を担当している |
| ライバル・メガガンXE                           | カナダの旗         | Spacewave Software、exA-Arcadia     | STG      |                                          | 〇       | ヨナオケイシがアレンジ楽曲を担当している |

### 稼働予定
| ゲームタイトル                            | 国                   | デベロッパー                   | ジャンル | 備考                                                       |
| ----------------------------------------- | -------------------- | ------------------------------ | -------- | ---------------------------------------------------------- |
| アクセルシティ2 ザ・ファイナルストーム    | 日本の旗             | PROJECT ATSUKI、exA-Arcadia    | FTG      | 1台のシステム基板と1本のゲームROMで対戦プレイが可能        |
| 悪魔の毒々モンスター 毒々あにめいしょん！ | アメリカ合衆国の旗   | Retroware、exA-Arcadia         | ACT      |                                                            |
| あすか120%エクサレント                    | 日本の旗             | exA-Arcadia                    | FTG      | 1台のシステム基板と1本のゲームROMで対戦プレイが可能        |
| ヴァンガードプリンセスR                   | 日本の旗             | F K Digital、exA-Arcadia       | FTG      |                                                            |
| エイリアンフィールド3671                  | 日本の旗             | マインドウェア                 | ACT      |                                                            |
| カオスコード -ネメシスエクスペリメント-   | 中華民国の旗         | F K Digital、exA-Arcadia       | FTG      | 1台のシステム基板と1本のゲームROMで対戦プレイが可能        |
| コットンロックンロール2（仮）             | 日本の旗             | exA-Arcadia                    | STG      |                                                            |
| サイバーブロッカーR                       | 日本の旗             | exA-Arcadia                    | PZL      | トラックボール対応                                         |
| 形意拳 ザ・マーシャルマスターズ           | 中華民国の旗         | exA-Arcadia                    | FTG      |                                                            |
| スペクトラルVSジェネレーション カオス     | 中華民国の旗         | exA-Arcadia                    | FTG      |                                                            |
| 閃攻機人アスラ EXA LABEL                  | 日本の旗             | exA-Arcadia                    | STG      | アナログレバー対応                                         |
| ザ・ランブルフィッシュ2 ネクサス          | 日本の旗             | exA-Arcadia                    | FTG      |                                                            |
| 達人王 EXA LABEL                          | 日本の旗             | exA-Arcadia                    | STG      |                                                            |
| タトゥーアサシン                          | アメリカ合衆国の旗   | exA-Arcadia                    | FTG      |                                                            |
| 堕落天使リベンジ                          | 日本の旗             | exA-Arcadia TEAM EXA-AM6が開発 | FTG      | 1台のシステム基板と1本のゲームROMで対戦プレイが可能        |
| デイブレイク スラム                       | チリの旗             | AONE GAMES                     | FTG      |                                                            |
| デーモンフロント EXA LABEL                | 中華民国の旗         | exA-Arcadia                    | ACT      | 1台のシステム基板と1本のゲームROMで最大4人同時プレイが可能 |
| 道場マスターズEX                          | アメリカ合衆国の旗   | Pixelized Vision               | FTG      |                                                            |
| トリガーハートエグゼリカ EXA LABEL        | 日本の旗             | exA-Arcadia                    | STG      |                                                            |
| ドラゴンブレイズ EXA LABEL                | 日本の旗             | exA-Arcadia                    | STG      |                                                            |
| バヤニ                                    | フィリピンの旗       | Ranida Games、exA-Arcadia      | FTG      | 1台のシステム基板と1本のゲームROMで対戦プレイが可能        |
| ブレイジングストライクAC                  | アメリカ合衆国の旗   | exA-Arcadia                    | FTG      |                                                            |
| 無限弾インフィニティバレット              | 日本の旗             | exA-Arcadia                    | STG      | トラックボール対応                                         |
| ニッポンマラソン2 ターボ                  | イギリスの旗         | Onion Soup Interactive         | ACT      |                                                            |
| よたものバトラーズ！                      | ニュージーランドの旗 | Mental Drink                   | FTG      |                                                            |
| レイジ・オブ・ザ・ドラゴンズW〈ダブル〉   | 日本の旗             | exA-Arcadia                    | FTG      | 1台のシステム基板と1本のゲームROMで対戦プレイが可能        |
| 羅媚斗                                    | 日本の旗             | exA-Arcadia                    | FTG      |                                                            |
| ワイルドガンズ ローハイド                 | 日本の旗             | exA-Arcadia                    | ACT      | トラックボール対応                                         |

### Hawt Pink Club
Hawt Pink ClubはオランダのHawt Pink Club BVがアダルトゲームを対象に開発したexA-Arcadia互換基板。2020年1月にアメリカ・ラスベガスで開催されたAVN Expo 2020で発表。それ以降、長らく続報がなかったが、2021年4月に日本での発売元が株式会社ハッカーグローバルになることが発表。同年7月にラスベガスで開催されたAmusement Expo International 2021で基板と対応ゲームがお披露目され、eXA-Arcadiaと互換性を有する基板であることが明らかになった。
| ゲームタイトル                        | 国                 | デベロッパー                         | ジャンル | 稼働日                                                                  | 備考 |
| ------------------------------------- | ------------------ | ------------------------------------ | -------- | ----------------------------------------------------------------------- | ---- |
| ストリップファイター5 ARCADE EDITION  | 日本の旗           | StudioS、Hawt Pink Club              | FTG      |                                                                         |      |
| やべぇ美女団 (BAD ASS Babes Kiss)     | オーストラリアの旗 | Thatcher Productions、Hawt Pink Club | ACT      | 2021年6月23日。同年6月4日、東京都立川区のCLUB EXAで先行ロケテスト実施。 |      |
| 轟爆嵐X -RUMBLE STORM X-              | 日本の旗           | StudioS、Hawt Pink Club              | STG      | 2022年7月8日                                                            |      |
| 搾精病棟ファイターズ                  | 日本の旗           | 矢野格闘、Hawt Pink Club             | FTG      | 2025年5月                                                               |      |
| 釈我AC (SHAKUGA: THE EXCOMMUNICATION) | 日本の旗           | ISAmu.のお部屋、Hawt Pink Club       | ACT      | 2022年10月31日                                                          |      |